# 福光屋
株式会社福光屋（ふくみつや）は、石川県金沢市に所在する日本の酒造メーカーである。清酒などの製造・販売を行っている。基幹銘柄は『福正宗』（ふくまさむね）。

## 沿革
- 1625年 - 越中国福光町（現在の富山県南砺市福光）出身で、金沢で質屋を営んでいた塩屋太助が酒蔵を購入し、金沢市石引町にて創業。
- 1803年 - 七代目が「塩屋」の称号を先代の出身地の名をとって「福光屋」と改める。
- 明治時代後期 - 十代目・福光松太郎のもと事業を拡大。
- 1949年 - 「株式会社福光屋」を設立。
- 1962年 - 横山隆一の漫画作品の主人公「フクちゃん」を広告キャラクターとして採用[3]、新聞やテレビCMに登場[4][5]。（現在は採用されていない。）
- 1985年 - 全商品を糖類無添加とした。生産高が万石単位の酒蔵では全国初。
- 1986年 - 全商品を特定名称酒とした。
- 2001年 - 全商品を純米酒とし、純米蔵宣言をした。

- 特記のない情報の出典[6]

## 主な販売商品
清酒や焼酎の販売の他にも米の発酵水を使った化粧水やクレンジング、乳液、美容液等の販売を行っている。
酒（清酒・焼酎）
- 福正宗[7]
- 黒帯 - 英文学者の吉田健一が命名した[8]。「有段者のための酒」という意味が込められている[9]。
- 加賀鳶[10]
- 鏡花[11]
- 風よ水よ人よ[12]
- 瑞秀[13]
- 百々登勢[14]
- えじゃのんおんぼらぁと[15]

食品
- 糀甘酒[16]
- 発酵ライスミルク[17]
- ANP71[18]
- 零の雫[19]
- 調味料

化粧品
- アミノリセ[20]
- アミノリセ プラス（2023年4月で販売を終了[21]）

## 東京事務所・直営店

### 東京事務所
- 東京事務所[22]
  - 〒108-0073 東京都港区三田四丁目1番9号

### 直営店
- SAKE SHOP 福光屋 金沢店[23]
  - 〒920-8638 金沢市石引二丁目8番3号
- 福光屋 ひがし[24]
  - 〒920-0831 金沢市東山1丁目14番9号
- SAKE SHOP 福光屋 玉川店[25]
  - 〒158-0094 東京都世田谷区玉川3丁目17番1号 玉川髙島屋S・C 南館地下1階
- SAKE SHOP 福光屋 東京ミッドタウン店[26]
  - 〒107-0052 東京都港区赤坂9丁目7番4号 D-B123 東京ミッドタウン ガレリア地下1階

## その他
- 過去には京都市伏見区にも醸造所を置いていたが、現在は廃止されている。[要出典]